# جما
جما (jama) روستایی است در بخش مرکزی شهرستان هیرمند، استان سیستان و بلوچستان.
این روستا در۲۸ کیلومتری شمال شرقی شهرزابل و در منطقه‌ای دشت و در مسیر روستای خمر و دوست محمد قرار دارد. ارتفاع آن از سطح دریا ۴۷۰ متر و آب و هوای آن گرم و خشک است.